# Market Street Railway (Verein)
Die Market Street Railway ist ein gemeinnütziger Verein (Typ 501(c)(3)) in San Francisco mit etwa 1200 Mitgliedern und besitzt eine Sammlung historischer Straßenbahnwagen. Sie bestückt die drei noch vorhandenen Cable-Car-Linien (in Kapspur) und die beiden regulären normalspurigen Straßenbahnlinien F Market & Wharves und E Embarcadero der San Francisco Municipal Railway („Muni“) mit Fahrzeugen, darunter Wagen aus Italien, Kanada, Mexiko und vielen Städten der Vereinigten Staaten. Der Verein betreibt auch das San Francisco Railway Museum am Don Chee Way/Steuart Street, in dem Exponate des Straßenbahnbetriebs von San Francisco ausgestellt werden, sowie Souvenirs und Bücher zu Straßen- und Eisenbahnen in der Bay Area verkauft werden.

## Name
Der Verein wurde nach der Market Street Railway benannt, die ab 1860 Nahverkehr in San Francisco betrieb, bis sie 1944 von der Muni übernommen wurde.

## Liniennetz mit historischen Fahrzeugen
Auf insgesamt fünf Linien kommen (ausschließlich) Fahrzeuge zum Einsatz, die durch die Market Street Railway restauriert worden sind.
| Linie | Linienbezeichnung        | Streckenführung | Spurweite |
| ----- | ------------------------ | --- | --------- |
| C     | California Cable Car     | California St&Drumm St – California St – California St&Van Ness Avenue | 1067 mm   |
| E     | Embarcadero              | Fisherman’s Wharf (Jones St&Beach St) – Pier 39 – The Embarcadero – Ferry Terminal – The Embarcadero – Caltrain Station (King St&4th St)                                                     | 1435 mm   |
| F     | Market & Wharves         | Fisherman’s Wharf (Jones St&Beach St) – Pier 39 – The Embarcadero – Ferry Terminal – Don Chee Way – Steuart St – Market St – Noe St (→) / 17th St (→) – Castro Station (Market St&Castro St) | 1435 mm   |
| PH    | Powell & Hyde Cable Car  | Powell St&Market St – Powell St – Washington St (←) / Jackson St (→) – Hyde St – Hyde St&Beach St                                                                                            | 1067 mm   |
| PM    | Powell & Mason Cable Car | Powell St&Market St – Powell St – Washington St (←) / Jackson St (→) – Mason St – Columbus Avenue – Taylor St – Taylor St&Bay St                                                             | 1067 mm   |

## Geschichte
Der Verein wurde 1976 gegründet und restaurierte alte Straßenbahntriebwagen verschiedener Herkunft. Nach der Eröffnung der Market Street Subway, durch die ab 1980 die noch vorhandenen Straßenbahnlinien der Stadt geleitet wurden (die letzte im November 1982), ersetzte die Muni die Strecke an der Oberfläche durch die Buslinie 8. Die Gleise blieben jedoch erhalten und ab 1983 richtete der Verein jährlich einen Straßenbahnbetrieb in der Sommersaison aus, wo die historische Flotte auf der Market Street zum Einsatz kam. Seit 1985 verkehrt die Muni-Linie F mit Fahrzeugen des Vereins.
Der Betriebshof der Bahnen ist am Balboa Park und wird seit 1991 durch die Church Street erreicht – vorher auf Umwegen über die Ingleside-Strecke (Linie K). Aus- und Einrücker der Linie F fahren als Linienfahrt bis zum Balboa Park. Die Restaurationswerkstatt des Vereins befindet sich in der Buchanan Street. Der Verein kauft die Fahrzeuge mit Spendengeldern. Freiwillige restaurieren sie und der Verein stiftet die betriebsfähigen Bahnen dann der Muni, die sie auf den genannten Linien einsetzt. Freiwillige des Vereins reinigen an der Endstelle Castro der Linie F die Fahrzeuge während des Betriebs.
Die Linie E Embarcadero wurde am 1. August 2015 auf bestehenden Gleisen neu eingeführt und verbindet Fisherman’s Wharf mit dem Caltrain-Bahnhof im Zuge der Hafenpromenade Embarcadero. Zunächst verkehrte sie nur am Wochenende, ab 23. April 2016 auch wochentags.